# نيصاف
نيصاف، هي قرية في شمال سوريا، تتبع إداريًا لمحافظة حماة وتقع غرب حماة. تشمل المناطق القريبة كفر كمرة إلى الجنوب الشرقي، وبعرين وتونة إلى الشرق، والبياضة إلى الشمال الشرقي، والسويداء إلى الشمال وعين حلاقيم إلى الغرب. وفقًا للمكتب المركزي للإحصاء في سوريا، بلغ عدد سكان نيصاف 4048 نسمة في تعداد عام 2004. سكانها هم في الغالب من العلويين. تأسس المجلس المحلي الحاكم لنصاف في عام 1977 وأصبح مجلسًا قرويًا في عام 1999.